# Krzysztof Marecki
Krzysztof Marecki (ur. 1952) – profesor zwyczajny, doktor habilitowany nauk ekonomicznych, specjalizacja naukowa – finanse. Pracownik Instytutu Bankowości w Szkole Głównej Handlowej w Warszawie.

## Życiorys
W 1975 uzyskał tytuł magistra ekonomii w Szkole Głównej Planowania i Statystyki (obecnie SGH). W 1980  obronił pracę doktorską pt. Analiza systemowa układu regulacji działalności organizacji gospodarczej. pracę habilitacyjną pt. Zasilenia informacyjne w procesie podejmowania decyzji przez organy państwowego przedsiębiorstwa handlowego / w warunkach przekształceń systemowych obronił w Szkole Głównej Handlowej w Warszawie w 1992. W latach 1999–2001 pełnił funkcję Prodziekana Studium Dyplomowego SGH, a od 2001 do 2005 funkcję Dziekana Studium Dyplomowego SGH. W 2002 otrzymał tytuł profesora nauk ekonomicznych. W latach 2004–2005 był Kierownikiem Katedry Finansów Przedsiębiorstwa SGH.

## Nagrody i odznaczenia
- Nagroda Rektora SGH 2001–2003

## Działalność pozanaukowa
- Przewodniczący Rady zakładowej ZNP w latach 1998–2014
- Kierownik Projektu UE : Młodzi projektują zarządzanie, SGH – zakończenie projektu: grudzień 2015
- Ekspert lokalny Banku Światowego w zakresie analizy ekonomiczno-finansowej podmiotów otoczenia rolnictwa w Polsce.
- Ekspert Unii Europejskiej w zakresie małych i średnich przedsiębiorstw.
- Ekspert Państwowej Komisji Akredytacyjnej.